# Okomiti novac
Okomiti novac ili vertikalni novac je vrsta valute na kojoj je orijentacija ispisa papirnog novca promijenjen iz konvencionalne vodoravne orijentacije u okomitu orijentaciju. 

## Povijest
Nakon studije samoreklamiranog multidisciplinarnog studija za dizajn Dowling Duncan iz Sjedinjenih Američkih Država, utvrđeno je da ljudi imaju tendenciju rukovati novcem u okomitom položaju, a ne vodoravno, posebno kad se novčanice obrađuju bankomatima i drugim strojevima za novac. Istraživanjem je također ustanovljeno da se novčane transakcije najčešće vrše okomito, a ne vodoravno.
U države koje su prihvatile ovu preporuku i u okomito orijentiranom formatu tiskale nacionalnu valutu spadaju:
- Bermudi
- Brazil
- Zelenortska Republika
- Izrael
- Švicarska,
- Kolumbija
- Venezuela

Jedan od bližih primjera djelomično okomitog novca je novčanica hrvatskog dinara iz 1991. godine (novčanice od 1 do 1000 HRD) koja je na naličju imala sliku Zagrebačke katedrale otisnute okomito.
Primjer djelomično okomitog novca (1000 HRD iz 1991.)
- Lice novčanice
- Naličje novčanice

## Vanjske poveznice
- Reactions to Dowling Duncan 's Dollar Redesign
- Future dollars: Is it time to rebrand the buck?